# Tikaderia psechrina
Genre
Espèce
Synonymes
- Malthonica psechrina Simon, 1906

Tikaderia psechrina, unique représentant du genre Tikaderia, est une espèce d'araignées aranéomorphes de la famille des Agelenidae.

## Distribution
Cette espèce se rencontre en Himalaya.

## Description
La femelle holotype mesure 7 mm.

## Publication originale
- Simon, 1906 : Arachnides (2e partie). Voyage de M. Maurice Maindron dans l'Inde méridionale. 8e Mémoire. Annales de la Société Entomologique de France, vol. 75, p. 279-314 (texte intégral).
- Lehtinen, 1967 : Classification of the cribellate spiders and some allied families, with notes on the evolution of the suborder Araneomorpha. Annales Zoologici Fennici, vol. 4, p. 199-468.